# Roland Griffiths
Roland Redmond Griffiths (19 de julio de 1946 - 16 de octubre de 2023) fue un psicofarmacólogo estadounidense. En la Escuela de Medicina de la Universidad Johns Hopkins, fue profesor de neurociencia, psiquiatría y ciencias del comportamiento, y director del Centro de Investigación Psicodélica y de la Conciencia.

## Biografía y trayectoria profesional
Griffiths nació en Glen Cove, Nueva York, el 19 de julio de 1946. Su madre era ama de casa y su padre, psicólogo, se convirtió en profesor en la Universidad de California en Berkeley; Griffiths creció en El Cerrito, California. Obtuvo su título universitario en Occidental College y su doctorado en psicofarmacología por la Universidad de Minnesota en 1972.
Después de completar su doctorado, Griffiths se unió a la facultad en la Universidad Johns Hopkins. En 1994 publicó una investigación que demostraba la naturaleza adictiva de la cafeína así como su síndrome de abstinencia. Griffiths comenzó a estudiar drogas psicodélicas en 1999. Su artículo de 2006 "La psilocibina puede ocasionar experiencias de tipo místico que tienen un significado personal y espiritual sustancial y sostenido", "causó un alboroto en los medios", según The New York Times, por su documentación de las experiencias "reveladoras y espiritualmente significativas" de personas a las que se les administraron hongos psilocibios. A su trabajo en este campo se le atribuye haber ayudado a revivir el interés en la investigación clínica sobre drogas psicodélicas como tratamiento potencial para la adicción, el trastorno depresivo mayor y los trastornos de ansiedad.

## Vida personal
Los matrimonios de Griffiths con Kristin Ann Johnson y Diana Hansen terminaron en divorcio. Más tarde se casó con Marla Weiner. Tuvo tres hijos.
En 2021, a Griffiths le diagnosticaron cáncer de colon metastásico. Murió en su casa de Baltimore el 16 de octubre de 2023, a la edad de 77 años.